# Epstein Ábrahám Halévi
Epstein Ábrahám Halévi (17. század - 18. század) rabbi

## Élete
1710 és 1720 között működött, előbb Rawnán, azután Rohoncon szolgált. Tudományos levelezésben állt Eisenstadt Méir kismartoni főrabbival. Két műve, Binasz hamaszkil és Birchasz Avróhom címen kéziratban van meg.